# Jonen (Zwitserland)
Jonen is een gemeente en plaats in het Zwitserse kanton Aargau en maakt deel uit van het district Bremgarten.
Jonen telt 1.975 inwoners.